# Partney
Partney est un village et une paroisse civile du Lincolnshire, en Angleterre. Il est situé dans l'est du comté, dans la région naturelle des Wolds du Lincolnshire, à 5 km au nord de la ville de Spilsby. Administrativement, il relève du district d'East Lindsey.

## Histoire
À l'époque anglo-saxonne, Partney abrite une abbaye. Le chroniqueur Bède le Vénérable la mentionne à deux reprises dans son Histoire ecclésiastique du peuple anglais, sous le nom Peartenau.

## Transports
Partney se situe au croisement de deux grandes routes : la route A16 (en), qui traverse le Lincolnshire du nord au sud, et la route A158 (en), qui traverse le comté d'ouest en est. Un contournement a été mis en place pour que ces deux routes se croisent sur un rond-point au sud-ouest plutôt qu'à l'intérieur du village.